# 两型叶乳源槭
两型叶乳源槭（学名：Acer chunii sp. dimorphophyllum）为槭树科槭属下的一个亚种。

## 扩展阅读
- 維基物種上的相關：两型叶乳源槭